# Calgary-Elbow
Circonscription électorale provinciale du Canada
Calgary-Elbow est une circonscription électorale provinciale de l'Alberta (Canada) qui a été représentée par deux premiers ministres de l'Alberta, Ralph Klein et Alison Redford. La circonscription est coupée par la Rivière Elbow, qui lui donne son nom.
Son député actuel est Samir Kayande, membre du NPD.

## Liste des députés
| Années | Années          | Député          | Parti politique           |
| ------ | --------------- | --------------- | ------------------------- |
|        | 1971 - 1975     | David Russell   | Progressiste-Conservateur |
|        | 1975 - 1979     | David Russell   | Progressiste-Conservateur |
|        | 1979 - 1982     | David Russell   | Progressiste-Conservateur |
|        | 1982 - 1986     | David Russell   | Progressiste-Conservateur |
|        | 1986 - 1989     | David Russell   | Progressiste-Conservateur |
|        | 1989 - 1993     | Ralph Klein     | Progressiste-Conservateur |
|        | 1993 - 1997     | Ralph Klein     | Progressiste-Conservateur |
|        | 1997 - 2001     | Ralph Klein     | Progressiste-Conservateur |
|        | 2001 - 2004     | Ralph Klein     | Progressiste-Conservateur |
|        | 2004 - 2007     | Ralph Klein     | Progressiste-Conservateur |
|        | 2007 - 2008     | Craig Cheffins  | Libéral                   |
|        | 2008 - 2012     | Alison Redford  | Progressiste-Conservateur |
|        | 2012 - 2014     | Alison Redford  | Progressiste-Conservateur |
|        | 2014 - 2015     | Gordon Dirks    | Progressiste-Conservateur |
|        | 2015 - 2019     | Greg Clark      | Parti de l'Alberta        |
|        | 2019 - 2022     | Doug Schweitzer | Conservateur uni          |
|        | 2022 - 2023     | Vacant          |                           |
|        | 2023 - en cours | Samir Kayande   | NPD                       |

## Résultats Électoraux
| Parti | Parti                     | Candidat          | Voix  | %       | ± %      |
| ----- | ------------------------- | ----------------- | ----- | ------- | -------- |
|       | Parti de l'Alberta        | Greg Clark        | 8 709 | 42,26 % | +15,38 % |
|       | Progressiste-Conservateur | Gordon Dirks      | 6 237 | 30,26 % | -2,96 %  |
|       | Néo-démocrate             | Catherine Welburn | 3 260 | 15,82 % | +12,10 % |
|       | Wildrose                  | Megan Brown       | 1 791 | 8,69 %  | -15,47 % |
|       | Libéral                   | John Roggeveen    | 546   | 2,65 %  | -9,387 % |
|       | Crédit social             | Larry Heather     | 66    | 0.32 %  |          |